# Epiphragma cubense
Epiphragma cubense är en tvåvingeart som beskrevs av Alexander 1930. Epiphragma cubense ingår i släktet Epiphragma och familjen småharkrankar.
Artens utbredningsområde är Kuba. Inga underarter finns listade i Catalogue of Life.